# Alexis-Auguste Darcy-Dumoulin
Pour les articles homonymes, voir Darcy et Dumoulin.
Alexis-Auguste Darcy-Dumoulin est un peintre français né en 1815 à Noyon et mort le 9 novembre 1864 à Paris. Né Dumoulin, il accole le patronyme de sa mère et signe ainsi ses œuvres. 
Plusieurs de ses peintures et de nombreux dessins sont conservés au musée des Beaux-Arts d'Angers,, quelques-uns sont également conservés au musée des Beaux-Arts de Brest ou au musée des Beaux-Arts de Morlaix.

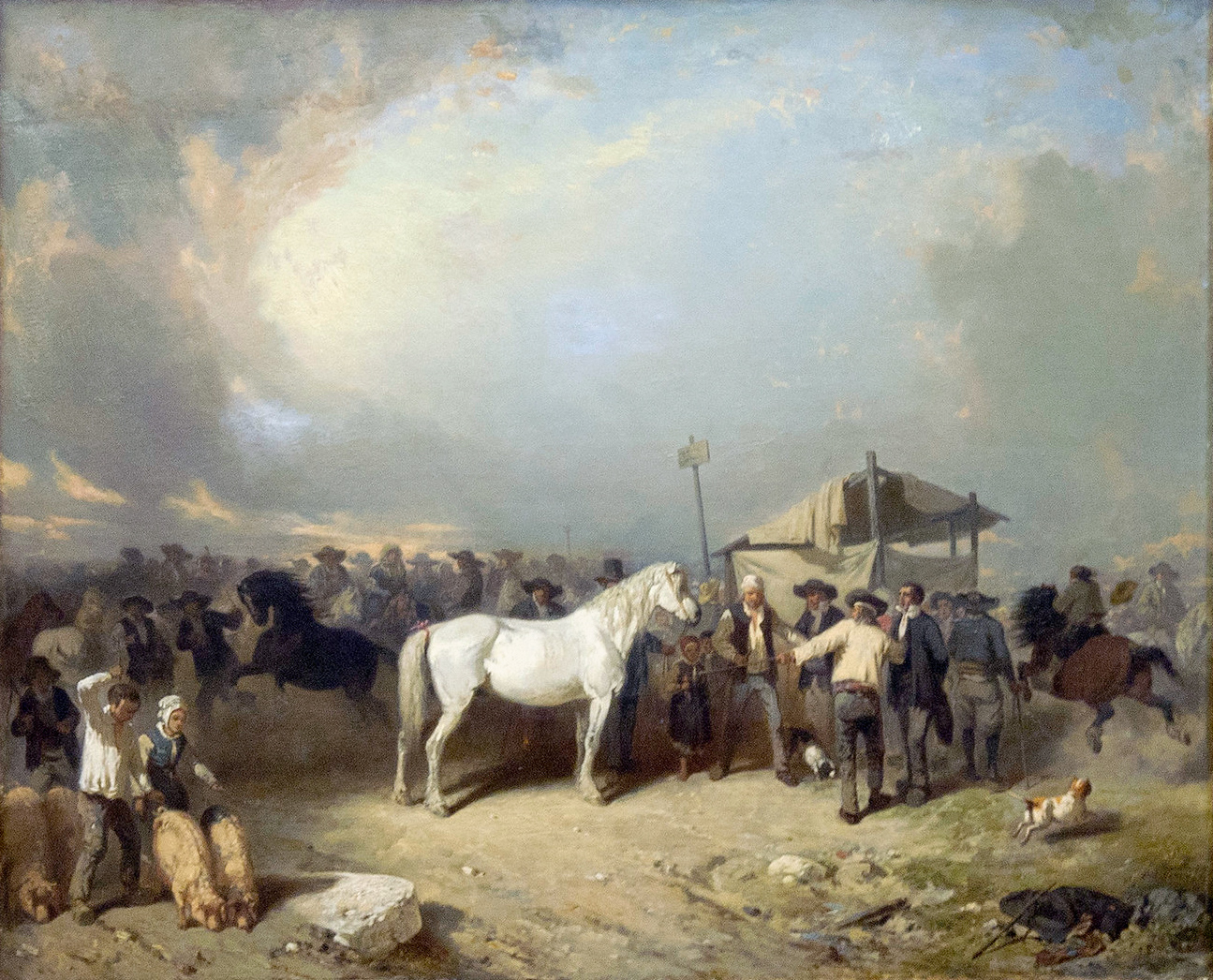
Auguste-Alexis Dumoulin D'Arcy, 1851, Un champ de foire en Bretagne. Musée des Beaux-Arts de Brest.

Il épouse Flore Vasseur dont le père est originaire de Noyon et qui s'installe pour raisons professionnelles à Lesneven en Bretagne. Après le décès de Dumoulin, Flore Vasseur se remarie avec le peintre angevin Guillaume Bodinier (1795-1872).

## Œuvres
- Orléans, musée des Beaux-Arts: Portrait d'homme du temps de Rembrandt, huile sur bois, 22 x 19 cm[4] .